# 1998年古吉拉特氣旋
1998年古吉拉特氣旋（英語：1998 Gujarat cyclone，聯合颱風警報中心編號：03A，印度氣象局編號：ARB 02）为一場災難性的熱帶氣旋，在印度造成至10,000人死亡，尤其是古吉拉特邦。

## 氣象歷史
6月1日，一股低壓區拉克代夫群島上空形成。兩天后，聯合颱風警報中心為該系統發布了熱帶氣旋形成警報，因為它變得更有條理。6月4日早些時候，聯合颱風警報中心發布了關於熱帶氣旋 03A 的第一個諮詢。大約在同一時間，印度气象局開始將該系統監測為低氣壓 ARB 02。不久之後，低氣壓升級為強低氣壓，並在第二天進一步增強為氣旋風暴。小小的風暴緩慢向西移動，並隨著風切變開始较弱而減弱。當天晚些時候，風暴減弱到熱帶風暴強度以下，並發布了最初的最終諮詢。然而，系統重新開發，並在第二天恢復了諮詢。風暴隨著向西北方向移動而逐漸增強。
6月6日，德沃夏克衛星強度估計值達到T4.0，對應強度為120公里/時（75英里/時）。印度气象局還標誌著強度的增加，將 ARB 02 升級為強烈氣旋風暴。大約在這個時候，風暴開始向北轉向，並由於接近中層低壓槽而加速。當風暴接近印度海岸線時，風眼形成，風暴增強為相當於大型颶風，風速達到185公里/時（115英里/時。印度气象局目前評估風暴為非常嚴重的氣旋風暴，風速高達165公里/時（105英里/時），氣壓為958毫巴（hPa）。.在6月9日早些時候小幅走弱之後。03A 重新加強，在風速為195公里/時（120英里/時）的情況下達到其峰值強度。當它在印度古吉拉特邦的波班達爾附近登陸時。协调世界时時間01:00到02:00之間。.風暴登陸後減弱，當天晚些時候聯合颱風警報中心發布了最終諮詢。印度气象局繼續監測 ARB 02 直到6月10日，到那時低氣壓已經減弱到消散之前。

## 防響措施和影響

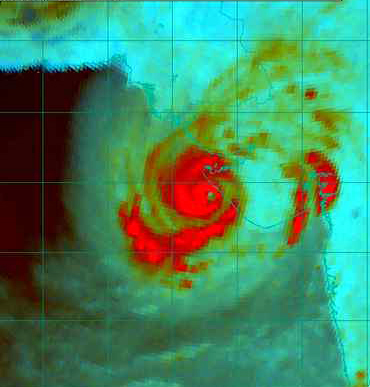
氣旋風暴的微波圖像

熱帶氣旋 03A 帶來了4.9米 (16英尺) 的大型風暴潮，摧毀了沿海社區和鹽礦。估計有4,000至10,000人死於風暴，其中許多是鹽礦工人，他們沒有收音機，也很少或根本沒有收到氣旋警告。造成大量人員傷亡的部分原因是承包商希望繼續獲利，而沒有將風暴即將來臨告知工人。根據官方數據，共有1173人死亡和1774人失踪。此外，該地區自1890年以來僅經歷了17场氣旋袭击，所有氣旋都比 03A 弱。結果，當地居民和災害管理部門誤判了它的脆弱性。由於風暴的大風，許多住宅的電力供應中斷。波班達爾的微波塔倒塌，導致電信大面積中斷。數百個其他輸電塔也倒塌，估計給古吉拉特邦電力委員會造成了100億盧比的損失。風暴造成至少893人受傷，超過11,000只動物死亡。整個受影響地區有超過162,000座建築物受損或被毀，損失達盧比。1200億（30億美元）{在坎德拉，損失估計約為 ,855.33千萬盧比（相當於2020年的710億盧比或9.4億美元）。
在接下來的一個月裡，保險公司損失了大約130億盧比（2665億美元）。風暴的殘餘在巴基斯坦產生了大雨，導致12人觸電。風暴過後，美國政府為受影響人口的康復提供了25,000美元。古吉拉特邦政府向受影響地區部署了大約330支醫療隊。提供了總額為10億盧比（2,050萬美元）的當地援助來幫助受害者。.
丹麥政府還為救災工作捐助了72,992美元。